# Medicina
Medicina (lat. ars medica - umijeće liječenja; grč. iatriké téhne - tehnika liječenja) je grana ljudske djelatnosti kojoj je cilj liječenje i rehabilitacija bolesnih i čuvanje i unaprijeđenje zdravlja zdravih ljudi. U širem smislu ona se bavi svim živim bićima. U užem smislu je predmet medicinskih istraživanja čovjek pa govorimo o humanoj medicini, no razlikujemo i veterinarsku medicinu (životinje) i fitopatologiju (biljke).

## Zadaci i podjela medicine
Medicina obuhvaća:
- znanost o građi, funkciji i razvitku čovjeka, o svim pojavama i zbivanjima njegove unutrašnjosti i okoline koja utječu na zdravlje i bolest
- umijeće prepoznavanja, ocjenjivanja, olakšavanja ili liječenja bolesti kao i socijalne rehabilitacije bolesnika
- vještinu sprječavanja bolesti i poboljšavanja zdravstvenih uvjeta života i biološke evolucije čovjeka
- profesionalno izvršavanje navedenih umijeća u individualnim i socijalnim razmjerima

Zadaci suvremene medicine su:
1. liječiti i suzbijati bolesti - kurativna medicina
2. omogućiti bolesnicima povratak u normalan život
3. spriječiti pojavu bolesti - preventivna medicina
4. poboljšati zdravlje zdravih osoba

Iako je postizanje tih ciljeva povezano, ipak možemo napraviti načelnu podjelu na kurativnu i preventivnu medicinu.
Medicina se može podijeliti i na teorijsku i praktičnu, ili na specijalnosti (struke). Teorijske struke su anatomija, fiziologija, farmakologija itd. Praktične struke se bave ili bolestima pojedinih dijelova tijela (oftalmologija, urologija, otorinolaringologija), ili određenim vrstama pacijenata (pedijatrija, ginekologija), vrstama bolesti (onkologija, infektologija), ili vrstama terapijskih postupaka (kirurgija).
Dio praktične medicine koji se vrši uz neposrednu prisutnost pacijenta naziva se klinička medicina (grč. kline - postelja). Njene su glavne grane: dijagnostika (prepoznavanje), terapija (liječenje) i prognostika (predviđanje daljenjeg razvoja bolesti).
Socijalna medicina se bavi zdravstvenim problemima grupe, odnosom pojedinca i grupe, utjecaju društvenih faktora na bolest i pristupačnošću medicinskih spoznaja te nastoji odstraniti štetne oblike društvenog života.
Sustav medicinskih spoznaja koji se uči na visokim školama, prvenstveno Europe i Amerike, naziva se službena medicina (znanstvena ili školska). Ona je, barem u svojim bitnim dijelovima, univerzalna i međunarodna.

### Medicina u Hrvatskoj
U Hrvatskoj medicina je podijeljena na temeljne medicinske znanosti (anatomija, citologija, histologija, embriologija, farmakologija, fiziologija čovjeka, genetika, genomika i proteomika čovjeka, imunologija, povijest medicine i biomedicinskih znanosti, neuroznanost i medicinska biokemija) i kliničke medicinske znanosti (anesteziologija i reanimatologija, dermatovenerologija, fizikalna medicina i rehabilitacija, gerijatrija, ginekologija i opstetricija, hitna medicina, infektologija, intenzivna medicina, interna medicina, kirurgija, klinička biokemija, klinička citologija, klinička farmakologija s toksikologijom, klinička imunologija, medicinska etika, medicinska mikrobiologija, nuklearna medicina, oftalmologija, onkologija, ortopedija, otorinolaringologija, patofiziologija, patologija, pedijatrija, radiologija, radioterapija i onkologija, sudska medicina, urologija, psihijatrija, neurologija i sestrinstvo).
Studij medicine u Hrvatskoj se izvodi na više fakulteta, a djeluju i strukovne organizacije poput Hrvatskog liječničkog zbora, Hrvatske liječničke komore i Hrvatskog katoličkog liječničkog društva. Utemeljena je također i Akademija medicinskih znanosti Hrvatske koja okuplja stručnjake i znanstvenike medicinske struke.

## Vanjske poveznice
Mrežna mjesta
- medicina Hrvatska enciklopedija
- Razred za medicinske znanosti HAZU
- Akademija medicinskih znanosti Hrvatske
- Vedran Korunić, Vrste medicina i terminologija, www.huped.hr